# Histioea paraensis
Histioea paraensis là một loài bướm đêm thuộc phân họ Arctiinae, họ Erebidae.